# Districte de Patna
El districte de Patna és una divisió administrativa de Bihar amb capital a Patna, amb una superfície de 3.202 km² i una població de 3.623.225 habitants (cens del 2001).

## Administració
Administrativament està format per sis subdivisions:
- Patna Sadar
- Patna
- Barh
- Danapur (Dinapore)
- Masaurhi
- Paliganj

I per 23 blocs (Blocks) de desenvolupament:
- Patna Sadar
- Phulwari Sharif
- Sampatchak
- Fatuha
- Khusrupur
- Daniyawaan o Daniyawan
- Barh
- Bakhtiarpur
- Belchi o Belchhi
- Athmalgola
- Mokama
- Pandarak
- Ghoswari
- Bihta
- Maner
- Danapur o Dinapur
- Naubatpur
- Masaurhi
- Dhanarua
- Punpun
- Bikram
- Dulhin Bazar
- Paliganj

Els rius principals són el Ganges, el Sone i el Punpun.

## Història
Fou una província del regne de Magadha que tenia capital a Rajgir. La seva història general no és diferent de la de Magadha, i després a la de Bihar. Patna ciutat ha estat identificada amb Pataliputra (la Palibothra de Megastenes. Els pelegrins xinesos budistes Fa Hian i Hiuen Tsiang van visitar la regió als segles VI i VII. La ciutat de Bihar, primera capital musulmana va donar nom a la província.
Dos fets especialment importants es van produir a Patna. El 1763 es va produir la massacre de Patna en què els presoners i ostatges britànics foren assassinats per orde de Mir Kasim el nawwab de Bengala el 6 d'octubre de 1763. Això no va aturar les hostilitats i els britànics van continuar la seva campanya militar amb èxit i finalment l'agost de 1765, després de la decisiva batalla de Buxar, l'administració (diwan) de Bihar, Orissa i Bengala fou entregada a la Companyia Britànica de les Índies Orientals. Un resident anglès fou nomenat a Patna. L'administració de Bihar (aleshores els districtes de Patna i Gaya i la ciutat de Patna com entitat separada) va romandre de facto en mans de natius fins al 1769 quan es van nomenar supervisors anglesos i el 1770 es va establir un consell de Bihar a Patna. El 1774 els supervisors que mentre havien estat designats col·lectors, i el consell, foren abolits i es va establir un consell provincial a Patna, que va durar fins al 1781 quan Bihar fou constituït en districte sota un col·lector i judge magistrat. Sota domini britànic formava part de la província de Bengala.
Un segon important a Patna fou la revolta dels sipais a Dinapur o Dinapore, campament militar proper a la ciutat de Patna. Els regiments natius eren el 7, 8 i 40 d'infanteria nativa. El general Lloyd, el comandant, confiava en la seva lleialtat i no foren desarmats. Però a mesura que l'efervescència va pujar, el comissionat Mr. Tayler va ordenar al general el desarmament; Lloyd ho va fer a contracor però els sipais es van revoltar conservant les armes si bé abandonant els uniformes. Alguns van marxar pel Ganges però els seus bots van ser enfonsats i la major part es van ofegar; altres van anar cap al riu Son i es van posar en seguretat a Shahabad.
Quan van arribar notícies a Bankipore que els rebels, dirigits per Kunwar (o Kuar) Singh, havien rodejat als europeus a Arrah es va fer un intent de rescat que no va reeixir; un vaixell de càrrega enviat va quedar aturat en un banc d'arena (27 de juliol); un altre ho va intentar el dia 29 de juliol però l'expedició estava mal dirigida i les tropes que van desembarcar a les set de la tarda van caure en una emboscada a la nit i van haver de fer una retirada desastrosa; la meitat dels 400 homes van morir i de la resta 150 van arribar ferits. Dos membres del servei civil, McDonell i Ross Mangles, van fer bons serveis en la marxa i van fer actes d'un gran heroisme; el primer, tot i ferit va conduir el vaixell des del sostre quan el timó havia estat fet mal bé, en mig d'una pluja de trets des de la riba; la conducte de Ross Mangles fou igualment heroica i va portar a un home ferit al coll durant 10 km fins a arribar al vaixell i va nadar fins a aquest dipositant al ferit; van rebre els dos la creu Victòria.
El 1865 el districte de Bihar es va dividir en el de Patna i el de Gaya, i Bihar (a l'entorn de la ciutat de Bihar i 796 petits estats zamindaris) formà una subdivisió del primer. Dinou dels estats natius de la subdivisió de Bihar foren transferits del districte de Patna al de Tirhut el 1869 deixant així el districte constituït. Tenia una superfície de 5.374 km² estant limitat al nord pel riu Ganges; les úniques muntanyes a destacar eren les Rajgir. La població era:
- 1872: 1.559.517
- 1881: 1.756.196
- 1891: 1.773.410
- 1901: 1.624.985

Les ciutats principals eren Patna, Bihar (ciutat), Dinapore, Mokameh i Barh. La capital era a Bankipore antic suburbi de Patna, avui part d'aquesta ciutat. La llengua general era el bihari, dialecte magahi. Els hindús eren el 88,3% i els musulmans l'11,5%. Administrativament estava format per cinc subdivisions:
- Bankipore
- Dinapore
- Barh
- Bihar
- Ciutat de Patna

Les castes principales eren els ahirs, goales, kurmis, babhans, dosadhs, kahars, koiris, rajputs, chamars i telis. El 1870 hi havia constància de 6.075 zamindaris i 37.500 terratinents. El nombre de zamindaris era el 1901 de 12.923 i el de terratinents de 107.381. Molts dels zamindaris se subdividien a la mort del titular.

## Arqueologia
- Rajgir
- Maner
- Patna
- Bihar (ciutat)
- Giriak
- Baragaon (lloc suposat de l'antic monestir de Nalanda)
- Ruïnes de Begampur
- Estàtues colossals de Buda a Tetrawan i Jagdispur
- Restes de monestirs budistes a Telhara i Islampur